# Lothar Kriszun
Lothar Kriszun (* 1952 in Gütersloh) ist ein deutscher Manager.

## Leben

### Beruflicher Werdegang
Von 1972 bis 1975 studierte er am Fachbereich Wirtschaft der Fachhochschule Bielefeld Wirtschaftswissenschaften mit den Schwerpunkten Unternehmensführung und Rechnungswesen.
Ab 1976 arbeitete er  als Kosteningenieur bei der Rowenta GmbH  in Offenbach. 1981 wechselte er als Leiter der Kostenrechnung zur damaligen CLAAS OHG, heute Claas KGaA mbH. Von 1984 bis 1986 war er Assistent des Vorsitzenden der Geschäftsführung und Gesellschafters, danach Hauptabteilungsleiter Betriebswirtschaft (1986–1991), Kaufmännischer Leiter der Westfälischen Werke (1987–1991) und Geschäftsbereichsleiter Forschung und Entwicklung (1991–1993). Ab 1994 nahm er die Geschäftsführung der CLAAS Fertigungstechnik GmbH in Beelen wahr. Von 1996 bis 2002 übernahm er die Funktion als  Sprecher der Geschäftsführung der CLAAS Selbstfahrende Erntemaschinen GmbH, Harsewinkel. Von 2002 bis Juni 2011 leitete er als Geschäftsführer die Bereiche Vertrieb und Service der CLAAS Gruppe. Im Juli 2011 wurde er  Mitglied der Geschäftsführung der CLAAS KGaA mbH und der Konzernleitung der CLAAS Gruppe und verantwortet das Geschäftsfeld Traktoren.  Zum 1. Oktober 2014 übernimmt Kriszun in Nachfolge von Theo Freye das Amt des Sprechers des CLAAS Konzerns.

### Ehrenamtliches Engagement
Seit 2008 ist Lothar Kriszun Mitglied und stellvertretender Vorsitzender des Hochschulrats der FH Bielefeld.